# Ulster Bank
Ulster Bank è una banca commerciale, una delle grandi 'Big Four' banche tradizionali Irlandesi. Il 'Ulster Bank Group' è suddiviso in due entita legali separate, 'Ulster Bank Limited' (UBL - registrata nell'Irlanda del Nord) e Ulster Bank Ireland DAC (UBIDAC - registrata nella Repubblica d'Irlanda). La sede centrale della banca si trova a Dublino, nella Repubblica d'Irlanda, mentre la sede centrale della Ulster Bank Limited (UBL) si trova a Donegall Square East, Belfast, in Irlanda del Nord, e mantiene un grande settore di servizi finanziari sia nel Regno Unito sia nella Repubblica d'Irlanda.
Stabilito nel 1836, Ulster Bank fu acquisita da Westminster Bank nel 1917. Essendo diventato una diretta filiale della National Westminster Bank (NatWest), divenne parte della Royal Bank of Scotland Group nel 2000. Ha 146 filiali nella Repubblica d'Irlanda e 90 nell'Irlanda del Nord con almeno 1 200 sportelli. Il gruppo ha più di 3 000 dipendenti e 1,9 milioni di clienti.

## Storia
Ulster Bank è stata fondata con il nome Ulster Banking Company nel 1836 a Belfast. La banca è stata fondata da una fazione separatista degli azionisti dell'appena formata National Bank of Ireland, fondata nel 1835, che erano contrari ai piani della banca di investire profitti nella città di Londra invece che a Belfast. I direttori fondatori della banca erano John Heron, Robert Grimshaw, John Currell un tintore di lino di Ballymena, e James Steen, un macellaio di Belfast.

## Banconote
In comune con le altre banche 'Big Four' dell'Irlanda del Nord (Bank of Ireland, First Trust Bank e Northern Bank Limited), Ulster Bank mantiene il diritto di emettere le proprie banconote. Queste sono banconote in sterline e valgono quanto le banconote della Bank of England, e non si devono confondere con le banconote della precedente sterlina irlandese. Ulster Bank emette banconote da 5, 10, 20, 50 e 100 sterline. Nel febbraio del 2019 l'Ulster Bank ha emesso due nuove banconote da 5 e 10 sterline, fatte di polimero, della nuova serie 'Living in Nature' (tradotto, vivere nella natura). Le nuove banconote dipingono fiori, animali e scenografie dell'Irlanda.